# デイヴィッド・アクセルロッド (政治コンサルタント)
デイヴィッド・M・アクセルロッド（David M. Axelrod、1955年2月22日 - ）は、イリノイ州シカゴに基盤を置いて活動する、米国の政治コンサルタント。

## 人物
2004年のイリノイ州上院議員選挙以来バラク・オバマの主席政治アドバイザーとして知られ、2008年アメリカ合衆国大統領選挙では選挙対策主任として活動した。オバマ政権では大統領上級顧問を務めた。
オバマ政権を実質支配する4人組の一員として、ラーム・エマニュエル大統領首席補佐官、バレリー・ジャレット大統領上級顧問、ロバート・ギブズ大統領報道官とともに、政権イメージ悪化の一因となっていると批判されることがあった。
英「フィナンシャル・タイムズ」紙は賢人のような風貌から「フクロウ博士」との渾名をつけている。